# 蒙姓
蒙姓為中文姓氏之一，在《百家姓》中排名第280位。此姓氏人数较多，分布较广，壮族、毛南族、蒙古族、满族、布依族、彝族和瑶族等少数民族均有此姓。

## 起源
關於蒙姓的起源，中國山西省社会科学院家谱研究中心的专家解释：
1. 高阳氏之后封于蒙雙（故城在今河南商丘东北22里），即庄周所居之地，后以邑为氏；
2. 蒙山氏之后有蒙氏；
3. 春秋時期楚大夫居于蒙 （古城在今湖北荆蒙西之西山），以地名为姓氏；
4. 唐代时，南诏蒙氏父子入中原后以蒙为氏；
5. 清代时，贵州都匀府土司有蒙姓，始于明朝。

## 外部連結
[在维基数据编辑]
 《百家姓》
 《欽定古今圖書集成·明倫彙編·氏族典·蒙姓部》，出自陈梦雷《古今圖書集成》